# 132ª Brigata corazzata “Ariete”

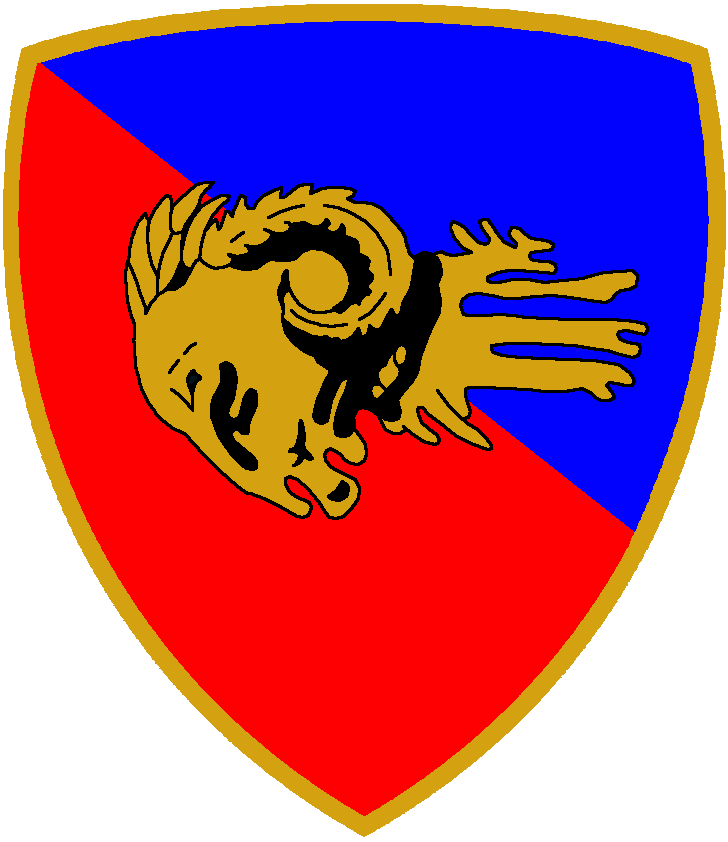
Wappen der Panzerbrigade Ariete

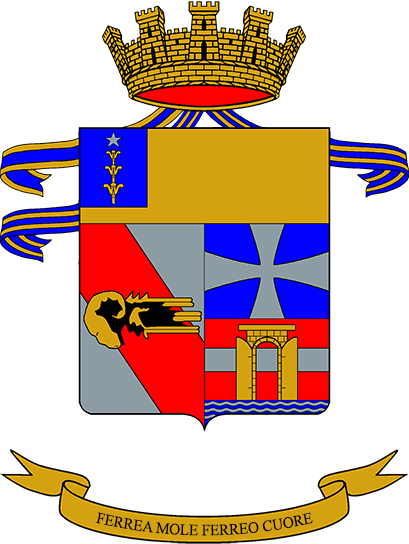
Wappen 32. Panzerregiment

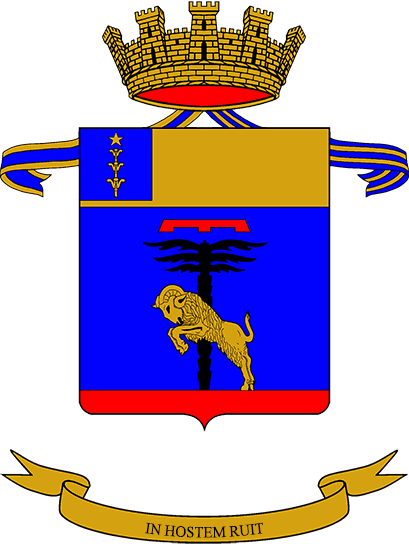
Wappen 132. Panzerregiment

Die 132ª Brigata corazzata “Ariete” (deutsch 132. Panzerbrigade „Ariete“) ist ein Großverband des italienischen Heeres. Der Stab der Brigade befindet sich in Pordenone, die unterstellten Truppenteile sind vorwiegend im nordostitalienischen Tiefland (Friaul) stationiert. Die Brigade geht zurück auf die 132. Panzerdivision „Ariete“, welche im Zweiten Weltkrieg eine der drei italienischen Panzerdivisionen war.

## Auftrag
Die Panzerbrigade „Ariete“ untersteht truppendienstlich dem regionalen Führungskommando COMFOP Nord in Padua. Die Brigade dient in erster Linie der Landes- und Bündnisverteidigung. Sie wird für Friedensmissionen und Kampfeinsätze im Rahmen der EU, der NATO oder der UNO im Ausland eingesetzt. Bei Bedarf übernimmt die Brigade Unterstützungs- und Sicherungsaufgaben im Auftrag ziviler Stellen.

## Gliederung
- 7. Stabs- und Unterstützungsverband Di Dio (Pordenone)
- 32. Panzerregiment (Tauriano bei Pordenone)
- 132. Panzerregiment (Cordenons bei Pordenone)
- 11. Bersaglieri-Regiment (Orcenico Superiore bei Pordenone)
- 5. Kavallerieregiment Lancieri di Novara (Codroipo)
- 132. Panzerartillerieregiment (Maniago bei Pordenone)
- 10. Pionierregiment (Cremona)
- Logistikregiment Ariete (Maniago bei Pordenone)

Alle Regimenter der Brigade haben Bataillonsstärke. 2013 verlor die Brigade das 4. Panzerregiment, das ehemals zur aufgelösten Panzerbrigade Centauro gehörte. Dafür erhielt sie ein neues Logistikregiment sowie 2014 ein Kavallerieregiment der Kavalleriebrigade Pozzuolo del Friuli. Der 7. Stabs- und Unterstützungsverband steht in der Nachfolge des 1941 vom 32. Panzerregiment aufgestellten und 1991 aufgelösten (selbständigen) 7. Panzerbataillons und führt auch dessen Truppenfahne.

## Ausrüstung
Die zwei Panzerregimenter verfügen über je 41 Kampfpanzer vom Typ Ariete (bis 2008 jeweils 54 in vier Kompanien), das Infanterieregiment über Schützenpanzer vom Typ Dardo, das Kavallerieregiment über Radpanzer vom Typ Centauro. Das Artillerieregiment ersetzte 2008 seine Panzerhaubitzen vom Typ M109L mit der neuen Panzerhaubitze 2000.

## Geschichte

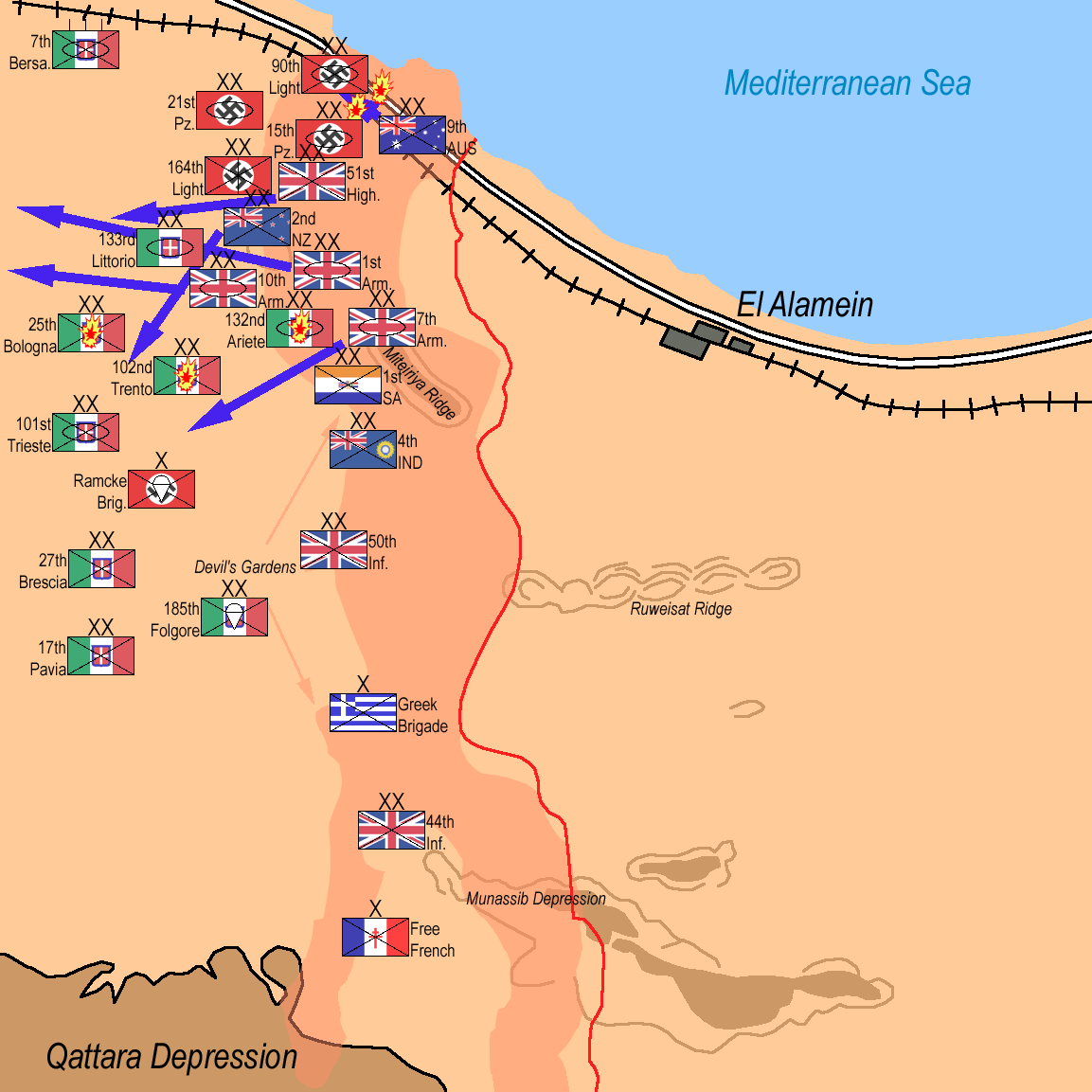
Vernichtung der Division am 4. November 1942 bei El Alamein

Aufgestellt wurde die Brigade am 15. Juli 1937 als 2. Panzerbrigade mit dem 3. (später 8.) Bersaglieri-Regiment und dem 32. Panzerregiment. Am 1. Februar 1939 entstand aus der Brigade die 132. Panzerdivision Ariete (dt.: Rammbock; früher Waffe zur Erstürmung von Burgen) mit dem 8. Bersaglieri-Regiment, dem 32. Panzerregiment und dem 132. Panzerartillerieregiment. Ab September 1941 kam für das schwer angeschlagene 32. das 132. Panzerregiment dazu. Von Anfang 1941 bis zur ersten Schlacht von El Alamein kämpfte die Division unter Erwin Rommel in Nordafrika. Trotz ihrer im Vergleich zu den Alliierten minderwertigen M13-Panzer zeichnete sich die Division wiederholt aus. In der zweiten Schlacht von El Alamein (Oktober/November 1942) kämpften ihre Verbände bis zu ihrer völligen Vernichtung.
Am 1. April 1943 entstand die Division als 135. Panzerkavalleriedivision Ariete in Italien erneut und nahm im September 1943 bei Rom an den kurzen Gefechten gegen deutsche Truppen teil.
1948 stellte man in Rom erneut eine Panzerbrigade mit dem Namen „Ariete“ auf, die kurze Zeit später nach Nordostitalien (Friaul) verlegt wurde und 1952 zur Panzerdivision Ariete aufwuchs. Sie unterstand dort dem V. Korps. Die Division Ariete bestand damals aus dem 132. Panzerregiment, dem 8. Bersaglieri-Regiment, dem 132. Panzerartillerieregiment sowie aus dem 19. Kavallerieregiment Cavalleggeri Guide und verschiedenen Divisionstruppen. Nachdem man seit 1963 mit gemischten Verbänden experimentiert hatte, entstanden mit der Heeresreform von 1975 die drei gemischten Brigaden der Division: die 32. Panzerbrigade Mameli, die 132. Panzerbrigade Manin und die 8. Bersaglieri-Brigade Garibaldi. 1986 schaffte man in Italien die Divisionsebene ganz ab und unterstellte die Brigaden den Korps oder Militärregionen direkt. Bei dieser Gelegenheit übernahm die 132. Panzerbrigade Manin den Namen der aufgelösten Division Ariete. Während des Kalten Kriegs war die Panzerdivision Ariete mit ihren M60-Kampfpanzern im Friaul hinter den vordersten Linien stationiert und hatte im Fall eines Angriffs des Warschauer Pakts die Aufgabe, den evtl. zwischen Tarvis und Triest durchbrechenden Feind noch vor dem Piave durch einen Gegenangriff zu vernichten oder zumindest so weit zu schwächen, dass er mit Unterstützung von Reserven (III. Korps) am Piave zum Stehen gebracht werden konnte.
Nach Ende des Kalten Kriegs wurde 32. Panzerbrigade Mameli 1991 aufgelöst, die 8. Bersaglieri-Brigade Garibaldi nach Caserta bei Neapel verlegt. Teile der Panzerbrigade Ariete wurden in den vergangenen 25 Jahren bei Friedensmissionen im ehemaligen Jugoslawien, im Irak, im Libanon und in Afghanistan eingesetzt. Die Panzerbrigade Ariete wird zusammen mit der Bersaglieri-Brigade Garibaldi auch künftig die schwere Komponente des italienischen Heeres bilden.

## Bilder

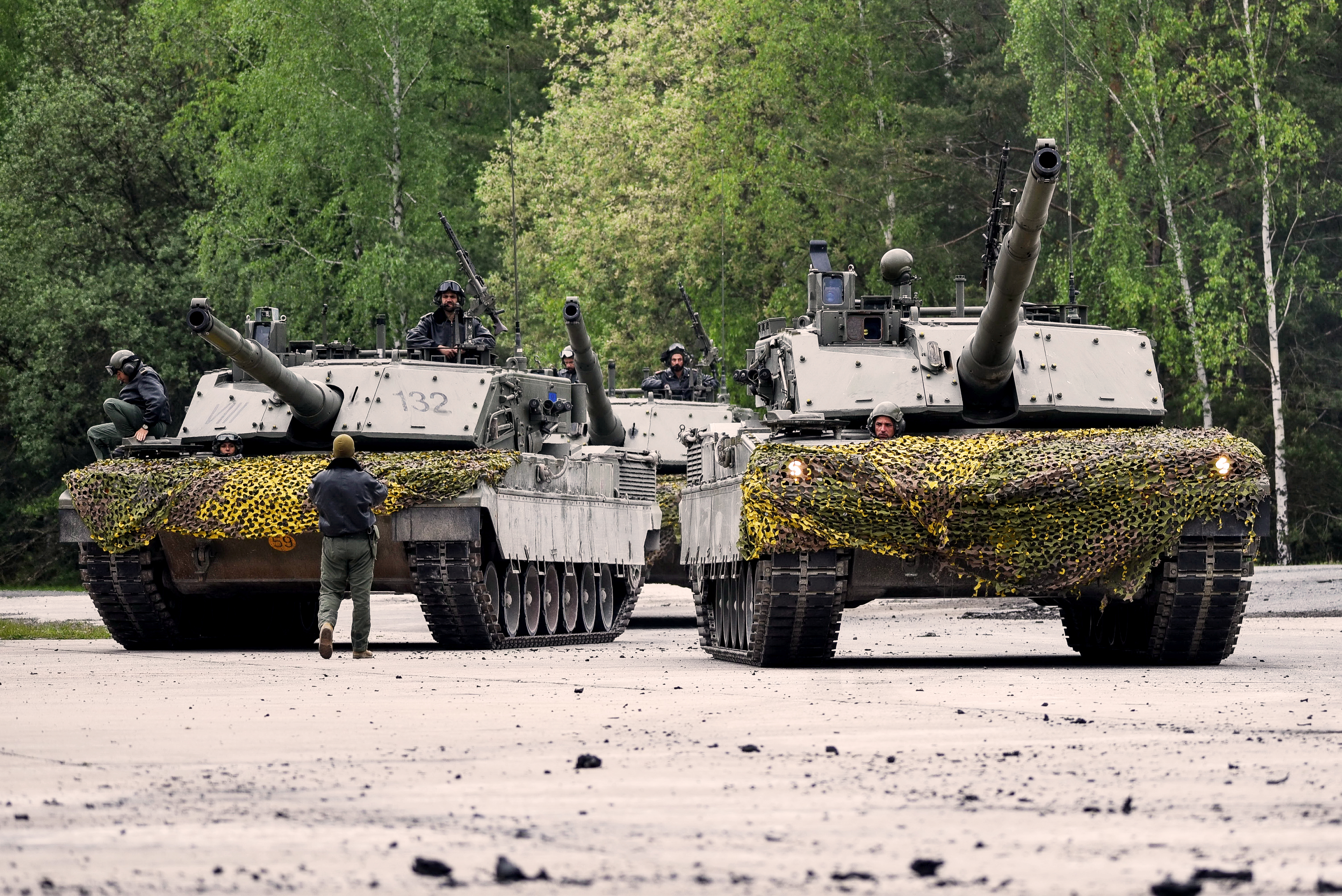
Kampfpanzer Ariete, 132. Panzerregiment, 2016 in Grafenwöhr
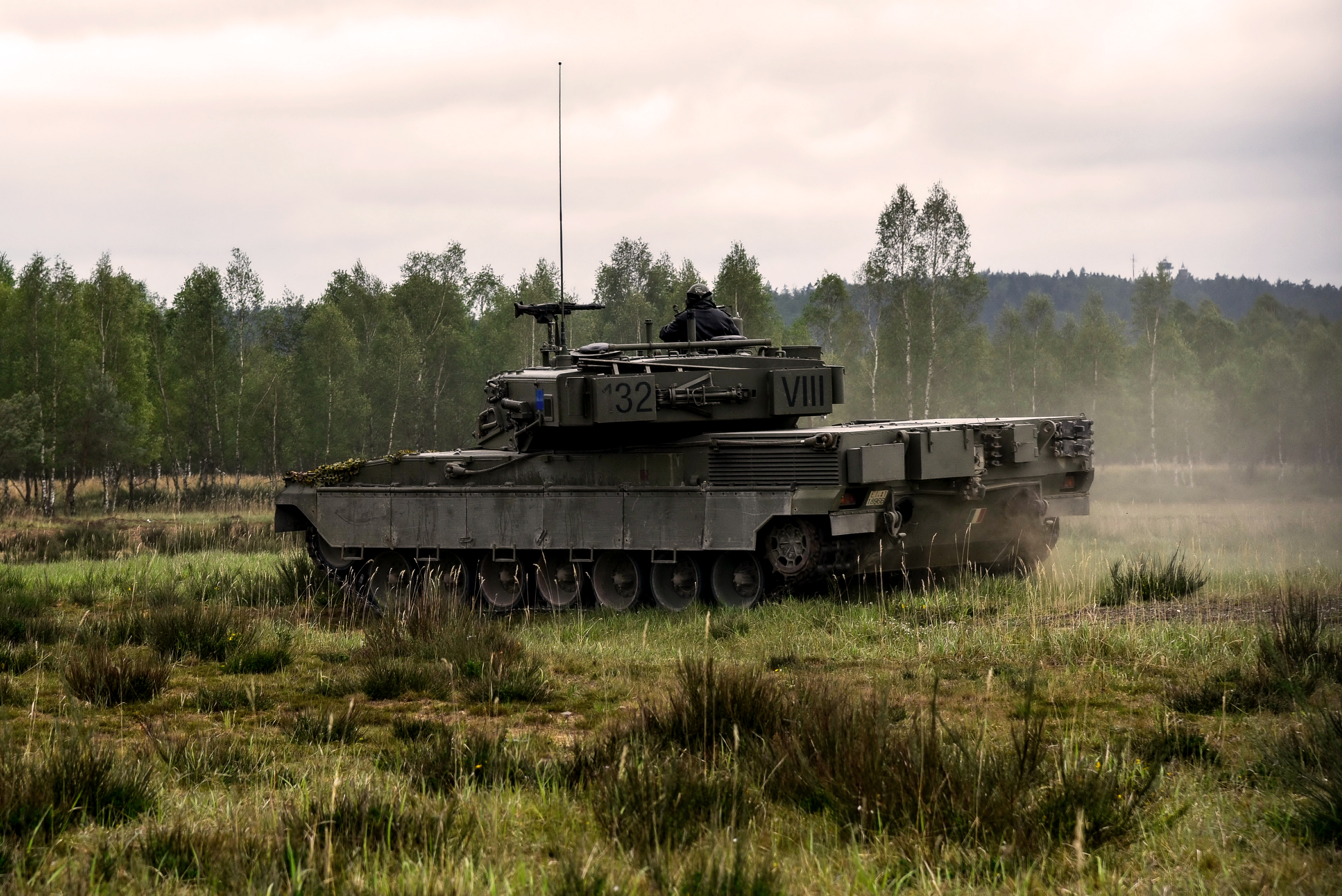
Ariete-Panzer 2016 in Grafenwöhr
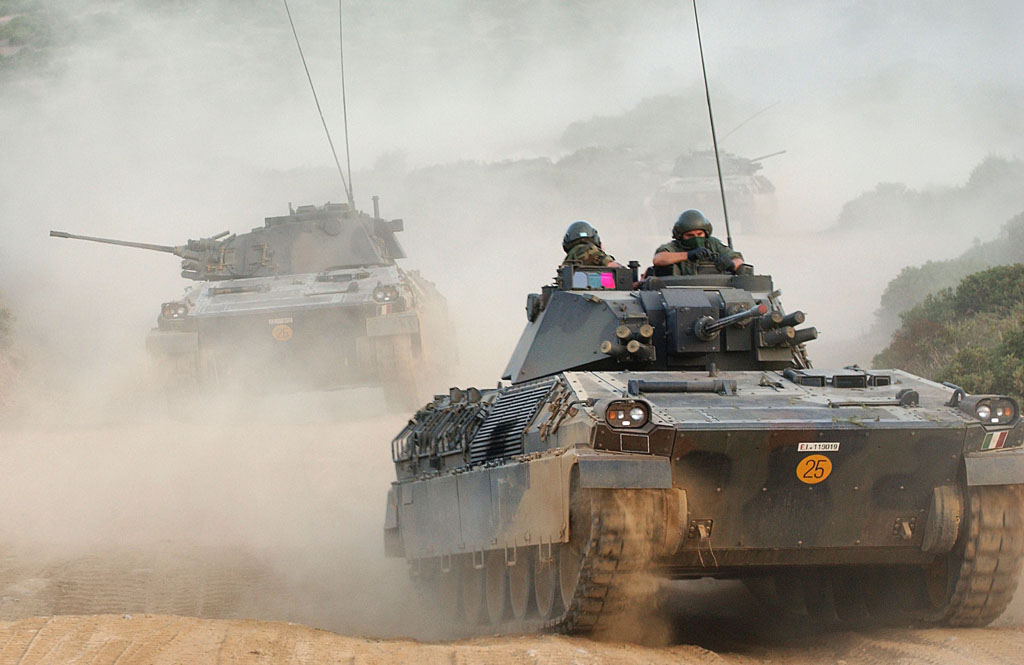
Schützenpanzer Dardo, mit dem das 11. Bersaglieri-Regiment ausgerüstet ist
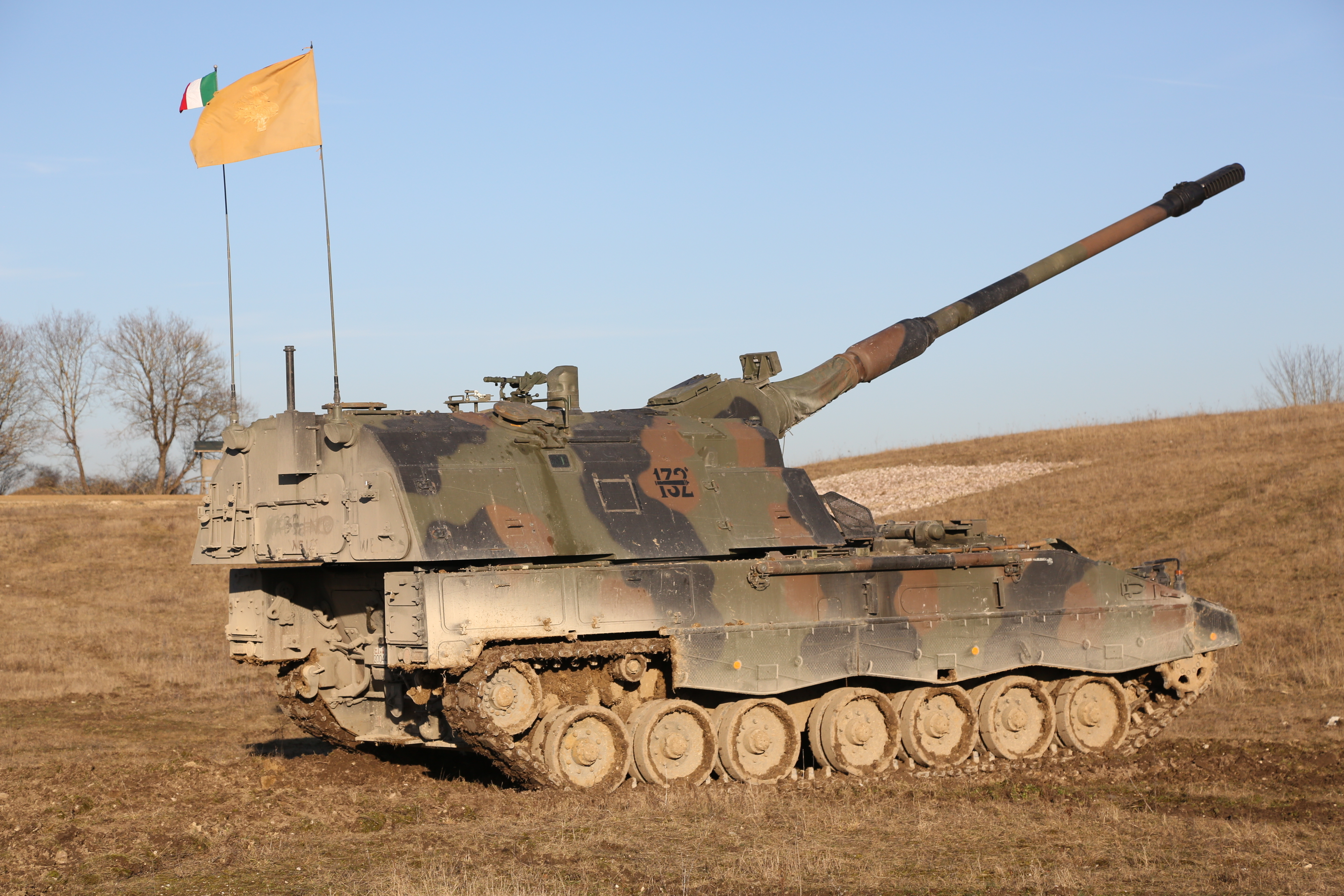
Panzerhaubitze 2000, 132. Panzerartillerie-Regiment, 2020 in Grafenwöhr